# Andro Vrkljan
Andro Vrkljan (ur. 1 czerwca 1902 we wsi Sveti Rok, zm. 1995) – jugosłowiański wojskowy marynarki wojennej (kapitan fregaty), chorwacki wojskowy (kapitan pancernika), dowódca Chorwackiego Legionu Morskiego podczas II wojny światowej.

## Życiorys
W okresie międzywojennym służył w marynarce wojennej Jugosławii, dochodząc do stopnia kapitana fregaty. Po utworzeniu Niepodległego Państwa Chorwackiego na pocz. kwietnia 1941 r., wstąpił do jego sił morskich. W lipcu tego roku stanął na czele nowo formowanego Chorwackiego Legionu Morskiego w składzie Kriegsmarine. Od 30 września Legion służył na froncie wschodnim na Morzu Czarnym, a następnie Morzu Azowskim. Kapitan A. Vrkljan został przez Niemców odznaczony Żelaznym Krzyżem 1 klasy. W styczniu 1943 r. powrócił do Chorwacji, gdzie awansowano go do stopnia kapitana pancernika. Następnie zaczął służbę w dowództwie marynarki wojennej. Na początku maja 1945 r. wraz z ministrem pracy Vjekoslavem Vrančiciem udał się do północnych Włoch na spotkanie z marszałkiem polnym Haroldem Alexandrem w celu zapewnienia bezpieczeństwa uchodźcom chorwackim i wynegocjowania warunków kapitulacji. Został jednak aresztowany przez Brytyjczyków w Wenecji. Następnie przetransportowano go do Triestu, skąd miał zostać przekazany jugosłowiańskim władzom komunistycznym. Udało mu się zbiec. Przedostał się ostatecznie do Argentyny. Po pewnym czasie zamieszkał w Austrii, gdzie działał w emigracyjnych chorwackich organizacjach niepodległościowych.